# 2008年の日本プロ野球
2008年の日本プロ野球（2008ねんのにほんぷろやきゅう）では、2008年の日本プロ野球（NPB）における動向をまとめる。

## できごと

### 1月
- 1日
  - 千葉ロッテマリーンズは今季のスローガンを「A Passion for Our Dream, A Commitment to The Flag 〜夢に情熱を、フラッグに誓いを〜」に決定[1]。
  - 西武ライオンズが球団名を「埼玉西武ライオンズ」に変更[2]。
  - 前シーズンまで「フルキャストスタジアム宮城」だった 宮城球場の名称を「日本製紙クリネックススタジアム宮城」に改称[2]。
- 4日
  - 埼玉西武ライオンズはグッドウィル・グループからの本拠地の命名権の解除の申し入れについて、1月中は「グッドウィルドーム」のままにするとした[3]。
- 6日
  - 北海道日本ハムファイターズのドラフト1位、多田野数人が練習で左手首を骨折、11日には左橈骨末端の骨折と脱臼、全治2カ月以上と診断され、プレートを埋め込む手術を行うことになった[4]。
- 7日
  - 広島東洋カープは阪神タイガースにFA移籍した新井貴浩の人的補償選手として、赤松真人の獲得を発表[5]。
- 8日
  - 埼玉西武ライオンズのG.G.佐藤が5度目の契約更改交渉を保留し、年俸調停を申請する事を球団に伝えた。年俸調停は日本プロ野球では7人目[6]。
- 9日
  - 埼玉西武ライオンズは本拠地球場名「グッドウィルドーム」から「西武ドーム」に戻し、二軍のチーム名を「グッドウィル」から「埼玉西武ライオンズ」への変更を発表[7]。
  - 埼玉西武ライオンズは前読売ジャイアンツの三浦貴の獲得を発表[8]。
  - オリックス・バファローズは前西武ライオンズのアレックス・カブレラの獲得を発表。前年にミッチェル・リポートに名前が出ていた為、薬物反応が出れば契約解除するとした。背番号は42。清水章夫の背番号が42から13へ[9]。
  - 千葉ロッテマリーンズは前年二軍コーチを務めた、佐藤兼伊知、園川一美、平井光親が球団の振興部テクニカルコーチ就任を発表[10]。
  - 東京ヤクルトスワローズが埼玉西武ライオンズにFA移籍した石井一久の人的補償で獲得した福地寿樹の入団会見を行う。背番号は29[11]。
- 10日
  - プロとアマ合同の日本野球規則委員会が開かれ、プロは大量点差で盗塁した場合、メジャーリーグ同様、盗塁と記録しない事を決定。適用する点差は公式記録員が決める[12]。
- 11日
  - 北海道日本ハムファイターズの橋本義隆、押本健彦、川島慶三と、東京ヤクルトスワローズの藤井秀悟、三木肇、坂元弥太郎の3対3の交換トレードが発表[13]。
  - オリックス・バファローズは前読売ジャイアンツのジェレミー・パウエルの獲得を発表[14]。背番号は50[15]。
  - 野球体育博物館は日本野球殿堂入りを発表。競技者表彰のプレーヤー部門では元読売ジャイアンツの堀内恒夫と元広島東洋カープの山本浩二、特別表彰は海草中の嶋清一を選出。本年から創設された競技者表彰エキスパート部門は該当者なし[16]。
- 19日
  - 東北楽天ゴールデンイーグルスの今季のスローガンが「Smart &Spirit2008 考えて野球せぃ!」に決定[17]。
  - 埼玉西武ライオンズは中日ドラゴンズにFA移籍した和田一浩の人的補償で岡本真也を獲得したと発表[18]。
- 21日
  - プロ野球実行委員会は試合時間短縮のため、全球場で投手交代時などの際に所要時間をスコアボードに表示することを決めた[19]。埼玉西武ライオンズの二軍チームの名称を「グッドウィル」から「埼玉西武ライオンズ」に戻す事も承認[2]。
- 22日
  - パ・リーグの会長の小池唯夫は埼玉西武ライオンズのGG佐藤の年俸調停について、両者に対しもう一度交渉するように伝えた[20]。
  - パ・リーグは北海道日本ハムファイターズを除く5球団の、2009年までのCS放送の放映権をソフトバンクの子会社のGTエンターテインメントに売却する事で合意[21]。
- 23日
  - 東京ヤクルトスワローズは今季のスローガンを「Dynamic&dramatic 躍動感あふれるプレーで、ファンに感動を!」に決定[22]。
- 24日
  - 東北楽天ゴールデンイーグルスの木村一喜が登録名を「木村考壱朗」に変更[23]。
- 25日
  - 読売ジャイアンツは前年6月に育成選手から支配下選手登録したウィルフィン・オビスポと育成選手契約を結んだ事を発表。右肩の痛みを訴えていた為[24]。
- 29日
  - 福岡ソフトバンクホークスは1月11日にオリックス・バファローズが獲得を発表していた、ジェレミー・パウエルとの正式契約が成立した事を発表。オリックス・バファローズはこれに反発、パ・リーグに対し、異議申し立てを行った。パウエル側はオリックス・バファローズとは統一契約書の写しにサインしたため、正式契約に至っていないとしている[25][26]。
  - 横浜ベイスターズはドラフト3位の大田阿斗里の登録名を「阿斗里」、新外国人選手のJ.J.ファーマニアックの登録名を「ジェイジェイ」とする事を発表[27]。
- 30日
  - ジェレミー・パウエルの二重契約問題でパ・リーグはオリックス・バファローズと福岡ソフトバンクホークスから事情聴取し、オリックス・バファローズの統一契約書の写し、福岡ソフトバンクホークスの統一契約書の原本が共に有効として、両球団で善後策をとるように指示[28]。
- 31日
  - 福岡ソフトバンクホークスは新外国人選手のデニス・ホールトンの獲得を発表[29]。

### 2月
- 1日
  - 東北楽天ゴールデンイーグルスの本拠地の命名権契約を結んだ、日本製紙の偽装問題に関連して、宮城県が広告審査委員会を開き、一定期間社名を外す事などを条件に契約維持とした[30]。
- 2日
  - 中日ドラゴンズはテスト生としてキャンプに参加していたトマス・デラロサと契約を結ぶ事を発表[31]。
- 4日
  - パ・リーグの会長の小池唯夫はジェレミー・パウエルの二重契約問題に関して、福岡ソフトバンクホークスに契約の優先権があるとし、出場支配下選手登録を6月23日以降とする事実上の出場停止3カ月の勧告をだした。これに対し、福岡ソフトバンクホークスは拒否、オリックス・バファローズも反発[32]。
- 5日
  - ジェレミー・パウエルが東京都内で記者会見を開き、二重契約したつもりはないとして、「自分はホークスの一員だ」と話した[33]。
- 12日
  - 中日ドラゴンズはテスト生でキャンプに参加していたマキシモ・ネルソンとの契約を発表、背番号は49[34]。
  - オリックス・バファローズはジェレミー・パウエルの福岡ソフトバンクホークスとの二重契約問題で、コミッショナー代行の根来泰周に提訴すると発表[35]。
- 22日
  - 一時、年俸調停に持ち込んだ、埼玉西武ライオンズのG.G.佐藤が球団との9度目の契約更改でサイン[36]。
- 23日
  - 阪神タイガースはテスト生で、キャンプに参加していたアーロム・バルディリス、アルビス・オヘイダとの育成選手契約を発表[37]。
- 25日
  - 日本プロ野球の選手の氏名や肖像を使用の許諾権についての控訴審で、知的財産高等裁判所は球団側に権利があるとした一審の東京地方裁判所の判決を支持、選手側の控訴を棄却した[38]。
- 27日
  - ジェレミー・パウエルの二重契約問題で、福岡ソフトバンクホークス、オリックス・バファローズから提訴されていたコミッショナー代行の根来泰周は、両球団からの支配下選手登録申請を却下し、改めてパウエルと契約するように指示。29日にはオリックス・バファローズは要請を受け入れ、獲得を正式に断念した事を表明[39]、パウエルの事実上の福岡ソフトバンクホークス入団が決まった[40]。

### 3月
- 4日
  - パ・リーグは福岡ソフトバンクホークスのジェレミー・パウエルを支配下選手登録公示[41]。
  - プロ野球実行委員会は、クライマックスシリーズの第2ステージを5試合制から6試合制とすると共に、1位チームに1勝のアドバンテージを与えるとした[42]。
  - 読売ジャイアンツのエイドリアン・バーンサイドが北京オリンピックのオーストラリア代表入りを辞退した事が明らかになった[43]。
- 5日
  - オープン戦の阪神タイガース対広島東洋カープ戦（京セラドーム大阪）が阪神タイガースの前総合特命コーチの島野育夫の追悼試合として行われた[44]。
- 9日
  - プロ野球選手の名前や肖像権を巡る訴訟で、日本プロ野球選手会は2月25日に2審で棄却されたのを不服として最高裁に上告[45]
- 12日
  - 阪神甲子園球場の第1期改修工事が終了し、報道陣に公開された。測定の結果グラウンドの面積がそれまでより1200平方メートル狭い約13500平方メートルだった事が判明、改修後は13000平方メートルになった[46]。
- 15日
  - 千葉ロッテマリーンズ対東北楽天ゴールデンイーグルスのオープン戦（千葉）の試合後に前千葉ロッテマリーンズの黒木知宏の引退セレモニーが行われた[47]。
- 16日
  - 日本プロ野球は今年のスローガンを「野球力」とする事を発表。この日のオープン戦で試合前にファンに披露[48]。
- 17日
  - 日本プロ野球の12球団代表者会議が行われ、この年のドラフトから、高校生と大学、社会人を一括開催、入札抽選方式で行う事を決定[49]。
- 20日
  - パ・リーグが開幕[50]。
- 21日
  - 読売ジャイアンツは育成選手の隠善智也を支配下選手登録、背番号は99[51]。
- 22日
  - 東京ドームで日本プロ野球チームとメジャーリーグチームのオープン戦が行われ、阪神タイガース対ボストン・レッドソックス戦は6対5でレッドソックスが[52]、読売ジャイアンツ対オークランド・アスレチックス戦は4対3でアスレチックスが勝利した[53]。
- 23日
  - 日本プロ野球オープン戦が終了、首位は埼玉西武ライオンズで、最下位は読売ジャイアンツ[54]。
- 28日
  - セ・リーグが開幕。
- 30日
  - 阪神タイガースが開幕カードの対横浜ベイスターズ3連戦（大阪ドーム）で3連勝、ホームゲームでの開幕3連勝は52年ぶり[44]。

### 4月
- 2日
  - 東北楽天ゴールデンイーグルスが対千葉ロッテマリーンズ戦（Kスタ宮城）に勝利し、球団新記録の6連勝[55]。
- 3日
  - 東北楽天ゴールデンイーグルスが対千葉ロッテマリーンズ戦（Kスタ宮城）に勝利し、7連勝で球団創設以来初の単独首位浮上[56]。
- 4日
  - 東京ヤクルトスワローズが対中日ドラゴンズ戦（ナゴヤドーム）に6対1で勝利し、開幕から7試合連続7得点以上のプロ野球新記録[57]。
- 5日
  - 福岡ソフトバンクホークスの大場翔太が対千葉ロッテマリーンズ戦（千葉）で球団新記録[58]の16奪三振で、全員三振を達成。パ・リーグ史上10人目、全員からの16奪三振はリーグタイ記録、完投で達成は4人目で全員奪三振での16奪三振は新記録。試合は3対0で福岡ソフトバンクホークスが勝利[59]、敗れた千葉ロッテマリーンズの成瀬善久は自身の連勝を11を止めると共に、対パリーグ戦の連勝を16、千葉マリンでの連勝を9でそれぞれ止めている[60]。
- 9日
  - 日本プロ野球の次期コミッショナーに現駐米大使の加藤良三が就任することが明らかになった。5月のプロ野球実行委員会で正式決定する見通し[61]。
  - オリックス・バファローズのタフィ・ローズが対福岡ソフトバンクホークス戦に審判に暴言を吐いたとして、通算12度目の退場処分[62]。
- 12日
  - 横浜ベイスターズ対阪神タイガース戦（横浜スタジアム）が1月に亡くなった、両球団に在籍経験のある加藤博一の追悼試合として行われ、試合前に加藤と共にスーパーカートリオとして活躍した高木豊と屋鋪要が出席してセレモニーが行われた[63]。
- 15日
  - オリックス・バファローズとの二重契約問題の末に福岡ソフトバンクホークスに入団したジェレミー・パウエルが、対オリックス・バファローズ戦（京セラドーム大阪）で今季初登板。福岡ソフトバンクホークスが7対3で勝利し、パウエルは2006年10月3日以来の勝利投手となった[64]。
- 17日
  - パ・リーグは開幕からリーグ新記録の68試合連続中止なし[2]。
- 20日
  - 阪神タイガースがプロ野球タイ記録の開幕から7カード連続勝ち越し[44]。
- 21日
  - オリックス・バファローズの新外国人選手のラモン・オルティズが入団会見[65]。
- 26日
  - 広島東洋カープの監督のマーティー・ブラウンが対横浜ベイスターズ戦（横浜スタジアム）で暴言を吐いたとして、退場処分。監督として通算6度目の退場処分は、セ・リーグ新記録[66]。

### 5月
- 1日
  - 阪神タイガースが対東京ヤクルトスワローズ戦（甲子園）に敗れ、開幕から10カード目で初の負け越し[67]。
- 2日
  - 阪神タイガースは育成選手のアーロム・バルディリスを支配下選手登録、背番号は121から52に変更[68]。
- 3日
  - メジャーリーグ、日本、韓国などでプレーし、リーガ・メヒカーナ・デ・ベイスボルのキンタナロー・タイガースに在籍のフリオ・フランコが現役引退を表明[69][70]。
- 4日
  - オリックス・バファローズの清原和博が二軍のサーパスのウエスタン・リーグの対阪神タイガース戦（あじさいスタジアム）に、5番指名打者で603日ぶりに実戦に出場、2打数1安打2打点の成績。同球場最多の5621人の観客が集まった[71]。
- 15日
  - 阪神タイガースは次期オーナーに阪神電気鉄道の社長で球団取締役の坂井信也に内定した事を発表、現オーナーの宮崎恒彰は球団相談役に[72]。
- 17日
  - オリックス・バファローズのタフィ・ローズが対千葉ロッテマリーンズ戦で、9回に三振した際に審判に侮辱行為したとして、通算13度目の退場処分[73]。
- 21日
  - オリックス・バファローズの監督のテリー・コリンズが対阪神タイガース戦（スカイマーク）の試合後に、成績低迷を理由に監督辞任を発表。ヘッドコーチの大石大二郎が監督代行をつとめる[74]。
- 23日
  - 北海道日本ハムファイターズの多田野数人が対中日ドラゴンズ戦(札幌ドーム)で、3回一死で平田良介の頭部への死球で危険球退場処分。今季両リーグ4人目[75]。
- 26日
  - 東京ヤクルトスワローズの増渕竜義が対東北楽天ゴールデンイーグルス戦で、4回リック・ショートの頭部への死球で危険球退場処分、今季両リーグ5人目[76]。
  - 読売ジャイアンツのルイス・ゴンザレスから禁止薬物が検出、同選手はドーピング違反でNPBより1年間の出場停止処分を受け[77]、読売ジャイアンツは翌27日に同選手との契約解除を決定[78]。
- 28日
  - ドーピング違反で読売ジャイアンツを解雇されたルイス・ゴンザレスがNPBアンチ・ドーピング特別委員会に対し、異議申し立ての書類を提出[79]。

### 6月
- 1日
  - 読売ジャイアンツのマーク・クルーンが対福岡ソフトバンクホークス戦（ヤフードーム）の10回裏、福岡ソフトバンクホークスの松田宣浩への空振り3球三振の3球目で、自身の記録を1キロ更新する、球速162キロを記録[80]。
  - 東北楽天ゴールデンイーグルスのリック・ショートが対広島東洋カープ戦（Kスタ宮城）の9回に三振の判定に対し、審判へ暴言を吐いたとして退場処分[81]。
- 3日
  - アマチュア3団体（日本高等学校野球連盟、全日本大学野球連盟、日本野球連盟）は今季のプロ野球ドラフト会議の日程を10月末に開催することを受け入れることで合意したと報道。3団体はプロ志望選手の早期進路確定のために10月上旬の開催を求めていた[82]。
- 4日
  - 阪神タイガースは対東北楽天ゴールデンイーグルス戦（Kスタ宮城）で出場野手（先発9人と途中出場の矢野燿大）が全員三振（13三振）、セ・リーグ史上初。試合は5対2で阪神タイガースが勝利[83]。
- 7日
  - 千葉ロッテマリーンズのフリオ・ズレータが対読売ジャイアンツ戦（東京ドーム）の6回に、天井に設置の照明に打球を当て、東京ドームの特別ルールで本塁打と認定、1990年のラルフ・ブライアント以来の認定本塁打[84]。
- 9日
  - 北海道日本ハムファイターズはミッチ・ジョーンズに戦力外通告、ウエーバー申請した事を発表[85]。
  - 東京ヤクルトスワローズは新外国人選手のウィルソン・バルデスの入団発表を行った。1年契約、背番号は45、登録名は「ウィルソン」[86]。
- 10日
  - 横浜ベイスターズの鶴岡一成と、読売ジャイアンツの真田裕貴の交換トレードが発表[87]。
- 13日
  - 北海道日本ハムファイターズは新外国人選手のジェイソン・ボッツとの契約の合意を発表、背番号は39[88]。
- 14日
  - Kスタ宮城で行われる予定だった東北楽天ゴールデンイーグルス対読売ジャイアンツ戦が、この日の午前に起きた岩手・宮城内陸地震の影響で中止。地震のためにプロ野球公式戦が中止になるのは史上初。当初は、1時間遅れの15時開始予定にしていたが、「客の安全確保を最優先」とのことで中止を決定[89]。
- 16日
  - 中日ドラゴンズの井端弘和が左太もも、ふくらはぎの悪化で一軍登録抹消。連続試合出場が637で止まる[90]。
  - 中日ドラゴンズの石井裕也と横浜ベイスターズの小池正晃の交換トレードが成立[91]。
- 18日
  - 日本野球機構が東京国税局の調査を受けて、4年間で7億数千万円の申告漏れの指摘があった事が分かった。審判の派遣を事業経費としていたもので、経費として認められなかった為[92]。
  - この日、セ・パ交流戦6試合が行われ、セ・リーグが初めて6戦全勝（パ・リーグの6勝はこれまで3度）[93]。
- 22日
  - 福岡ソフトバンクホークスが対読売ジャイアンツ戦に勝利し、北海道日本ハムファイターズが対阪神タイガース戦で敗れたため、福岡ソフトバンクホークスが初のセ・パ交流戦優勝達成[94]。
- 23日
  - セ・パ交流戦終了。パ・リーグの73勝71敗で、4年連続の勝ち越し[2]。
- 25日
  - 阪神タイガースの球団オーナーの宮崎恒彰が辞任し球団相談役に、阪神電鉄社長の坂井信也が球団オーナーに就任[44]。
  - 東北楽天ゴールデンイーグルスは育成選手の中村真人を支配下選手登録、背番号は99[95]。
- 27日
  - 埼玉西武ライオンズの上本達之が2月に窃盗容疑で埼玉県警に書類送検されていた事が判明。前年に埼玉県内の銀行で他の客が忘れた現金3万円を盗んだ疑い。球団は12月に報告を受け、厳重注意処分。既に被害者に弁済し、解決したとしている。上本は26日に出場登録抹消されている[96]。
- 28日
  - 日本プロ野球は東京ヤクルトスワローズのダニエル・リオスがドーピング検査で陽性反応を示したため、1年間の出場停止処分。球団は同日付での契約解除を発表[97]。

### 7月
- 1日
  - 日本プロ野球の第12代コミッショナーに前駐米大使の加藤良三が就任[98]。
- 2日
  - オリックス・バファローズの加藤大輔が対福岡ソフトバンクホークス戦（京セラドーム）で9回無死二塁の場面で打者の辻武史に頭部への与死球で、危険球退場処分[99]。
  - セ・リーグの6月度月間MVPが発表され、中日ドラゴンズの川上憲伸がセリーグ最多の通算8度目の受賞。東北楽天ゴールデンイーグルスの岩隈久志は東北楽天ゴールデンイーグルスの投手としては初の授賞[100]。
- 4日
  - 東京ヤクルトスワローズは北京オリンピックの韓国代表候補に選出されていた林昌勇を代表に派遣しないことを明らかにした[101]。
- 6日
  - ウエスタン・リーグで阪神タイガースの若竹竜士が対中日ドラゴンズ戦でノーヒットノーラン達成[44]。
- 7日
  - 日本プロ野球実行委員会はトレード機関を7月31日までにする事を承認[2]。
  - オールスターゲームのファン投票の最終結果が発表され、埼玉西武ライオンズのG.G.佐藤が36万7837票で最多となり、選手間投票でも476票で最多。球団別では阪神タイガースと北海道日本ハムファイターズがそれぞれ4人選出[102]。
- 9日
  - 阪神タイガースの林威助が左ひざ内側側副靱帯損傷と診断され、出場選手登録抹消。球団は林の北京オリンピック台湾代表の辞退を明言[103]。
- 10日
  - 阪神タイガースのスコット・アッチソンがウエスタン・リーグの対福岡ソフトバンクホークス戦（鳴尾浜）で審判に暴言を吐いたとして退場処分[104]。
- 11日
  - 中日ドラゴンズはラファエル・クルスとの契約を解除し、ウエーバー公示の手続きを発表[105]。
  - 東京ヤクルトスワローズはアダム・リグスのウエーバー公示の手続きを発表[106]。
- 14日
  - 日本プロ野球コミッショナー事務局はドーピング違反で出場停止1年処分の東京ヤクルトスワローズのダニエル・リオスを自由契約選手として公示。同日、アンチ・ドーピング特別委員会はくドーピング違反で読売ジャイアンツを解雇された、ルイス・ゴンザレスの異議申し立てを却下した事を通知[107]。
- 18日
  - 東北楽天ゴールデンイーグルスの牧野塁と広島東洋カープの佐竹健太の交換トレードが成立[108]。
  - オリックス・バファローズの新外国人選手のジョン・コロンカが入団会見[109]。
- 22日
  - 横浜ベイスターズ対東京ヤクルトスワローズ戦（神宮）で、1回に横浜ベイスターズの小林太志が宮本慎也の頭部に与死球で危険球退場処分。8回には横浜ベイスターズの監督の大矢明彦が一塁線の当たりをフェアと判定された事に長時間抗議し、遅延行為で退場処分。試合は4対1で東京ヤクルトスワローズが勝利[110]。
- 23日
  - 東北楽天ゴールデンイーグルスは育成選手の内村賢介をBCリーグ出身の選手では初の支配下選手登録[111]。
  - 阪神タイガースは育成選手のアルビス・オヘイダとの契約解除を発表[112]。
- 24日
  - 東北楽天ゴールデンイーグルスとオリックス・バファローズからそれぞれ広島東洋カープに移籍した、牧野塁と田中彰の入団会見が行われ、牧野の背番号は13、田中の背番号は00に決まった[113]。
- 26日
  - 広島東洋カープは新外国人選手のジム・ブラウワーの獲得を発表、1年契約で背番号は90[114]。
- 28日
  - 前年まで広島東洋カープに在籍したショーン・ダグラスの東京ヤクルトスワローズへの入団会見が行われた、背番号は69[115]。
- 29日
  - 東北楽天ゴールデンイーグルスは新外国人選手のマーカス・グウィン、前北海道日本ハムファイターズのフェルナンド・セギノールとの契約を発表[116]。
- 31日
  - 福岡ソフトバンクホークスは育成選手の吉川元浩を支配下選手登録した事を発表、背番号は122から67に変更[117]。
  - マツダオールスターゲーム2008の第1戦が京セラドーム大阪で行われ、パ・リーグが5対4でセ・リーグにサヨナラ勝利で、2005年からの連敗を6でストップ。MVPはサヨナラ安打の東北楽天ゴールデンイーグルスの山﨑武司[118]。

### 8月
- 31日
  - 8月29日からの福岡ソフトバンクホークスと埼玉西武ライオンズの3連戦が全て引き分けに終わり、史上初の「同一カード3試合連続延長12回引き分け」となった[119]。
  - ウエスタン・リーグで、福岡ソフトバンクホークスが対サーパス戦（淡路）で7対6で勝利し、24年ぶりのリーグ優勝達成[120]。

### 9月
- 2日
  - セ・パ両リーグの月間MVPが発表され、セの投手部門で中日ドラゴンズの山本昌が史上最年長受賞、パの打者部門ではオリックス・バファローズのアレックス・カブレラが外国人選手最多の5度目の受賞[121]。
  - 千葉ロッテマリーンズの監督のボビー・バレンタインが球団から今季限りでの辞職勧告を受けていた事がバレンタイン本人から明らかとなる[122]。球団は否定のコメントを発表[123]。
- 3日
  - 横浜ベイスターズがデーブ・ウィリアムスに戦力外通告[124]。
- 4日
  - 千葉ロッテマリーンズの柳田将利が投手から野手に転向する事が発表[125]。
- 10日
  - 福岡ドームでの福岡ソフトバンクホークス対東北楽天ゴールデンイーグルス戦で屋根が1999年6月19日の対西武ライオンズ戦以来9年ぶりに屋根を全開で開けて行われた[126]。
- 11日
  - 新日本石油ENEOSの田沢純一がメジャーリーグ挑戦を表明、今秋のドラフトの目玉とされていた[127]。日本プロ野球は緊急の12球団代表者会議を開き、田沢はドラフトの対象であると確認した[128]。
  - 東京ヤクルトスワローズは対阪神タイガース戦に4対5のサヨナラ負けで敗れ、球団史上初の3試合連続サヨナラ負け[129]。
- 20日
  - 埼玉西武ライオンズ対福岡ソフトバンクホークス戦は延長10回に1対0で埼玉西武ライオンズが勝利し、パ・リーグ史上初の同一カード4試合連続延長戦[130]。埼玉西武ライオンズはクライマックスシリーズ進出決定[131]。
  - 前年まで2年連続リーグ優勝の北海道日本ハムファイターズが対オリックス・バファローズ戦に1対6で敗れ、リーグ優勝の可能性が完全に消滅し3連覇ならず[132]。
- 21日
  - 読売ジャイアンツが対東京ヤクルトスワローズ戦に9対1で勝利し、クライマックスシリーズ進出決定[133]。
- 22日
  - 埼玉西武ライオンズの高木浩之が現役引退を表明[134]。
- 23日
  - 福岡ソフトバンクホークスの監督の王貞治が今季限りの監督退任を発表[135]。
  - 中日ドラゴンズは二軍コーチの高橋三千丈、古久保健二、音重鎮と来季の契約を結ばない事を発表[136]。
- 24日
  - 千葉ロッテマリーンズが対埼玉西武ライオンズ戦（西武ドーム）で4回に1イニング3被死球の日本プロ野球タイ記録、3人目となったベニー・アグバヤニが西武の細川亨を投げ飛ばすなど、暴行による退場処分[137]。
- 26日
  - イースタン・リーグは東京ヤクルトスワローズが対埼玉西武ライオンズ戦（戸田）に8対3で勝利し、10年ぶりリーグ優勝達成[57]。
  - 中日ドラゴンズの上田佳範が現役引退を表明[138]。
  - 優勝へのマジックナンバーを1としていた埼玉西武ライオンズは対北海道日本ハムファイターズ戦（札幌ドーム）で敗れたが、マジック対象チームのオリックス・バファローズが楽天に敗れたため、埼玉西武ライオンズの4年ぶり21度目のパ・リーグ優勝が決定[139]。
- 28日
  - 広島市民球場での最後のシーズン公式戦の広島東洋カープ対東京ヤクルトスワローズ戦が行われ、広島東洋カープが6対3で勝利[140]。
- 29日
  - 東京ヤクルトスワローズは真中満と度会博文の現役引退を発表[141]。

### 10月
- 1日
  - 阪神甲子園球場の第2期リニューアル工事が開始[44]。
  - 東京ヤクルトスワローズは河端龍の現役引退を発表[142]。
  - 東北楽天ゴールデンイーグルスは佐藤宏志、戸部浩、木村考壱朗、吉岡雄二、沖原佳典、森谷昭仁、鷹野史寿、高波文一に戦力外通告[143]。小倉恒の現役引退が発表[144]。
  - 埼玉西武ライオンズは西川純司、東和政、種田仁、貝塚政秀に戦力外通告[145]。
  - 千葉ロッテマリーンズは浅間敬太、三島輝史、木興拓哉、末永仁志、田中良平、柳田将利に戦力外通告[146]。
  - 読売ジャイアンツは姜建銘、野口茂樹、加登脇卓真、梅田浩に戦力外通告[147]。
  - 横浜ベイスターズは染田賢作、土肥義弘、入来祐作、橋本太郎、河野友軌、小関竜也、西﨑伸洋に戦力外通告[147]。
  - 北海道日本ハムファイターズが対東北楽天ゴールデンイーグルス戦で球団新記録の28安打で17対0で勝ち[148]、千葉ロッテマリーンズが対埼玉西武ライオンズ戦に敗れたため、北海道日本ハムファイターズのクライマックスシリーズ進出決定[149]。北海道日本ハムファイターズのレギュラーシーズンの全日程が終了し、今季はパ・リーグ初の全試合中止無し[2]。
- 2日
  - 北海道日本ハムファイターズは歌藤達夫、中村泰広、金澤健人、内山雄介、小山桂司、駒居鉄平に戦力外通告[150]。
  - 阪神タイガースは正田樹、山田真介、伊代野貴照に戦力外通告[151]。
- 3日
  - 横浜ベイスターズが石井琢朗に戦力外通告していた事が判明、石井は現役続行を希望[152]。
  - 読売ジャイアンツの村田善則が現役引退を表明[153]。
  - オリックス・バファローズはエリック・ヤング、吉川勝成、裕次郎、平下晃司、吉良俊則に戦力外通告[154]。
- 4日
  - ファーム日本選手権がビッグNスタジアムで行われ、福岡ソフトバンクホークスがヤクルトに5対1で勝利し、ファーム日本一達成。最優秀選手には福岡ソフトバンクホークスの岩崎翔が選出[155]。
  - 千葉ロッテマリーンズは一軍ヘッドコーチの古賀英彦、1・二軍巡回コーチの佐野嘉幸と来季の契約を結ばない事を発表[156]。
  - 東北楽天ゴールデンイーグルスの木谷寿巳が対埼玉西武ライオンズ戦で3回にクレイグ・ブラゼルの頭部に死球で危険球退場処分[157]。
  - 中日ドラゴンズが対読売ジャイアンツ戦に4対3で勝利し、クライマックスシリーズ進出決定[158]。
- 5日
  - 東北楽天ゴールデンイーグルスはL.インチェに戦力外通告[159]。
- 7日
  - 東京ヤクルトスワローズは遠藤政隆、伊藤秀範、大原秉秀に戦力外通告[160]。
  - 東北楽天ゴールデンイーグルス対福岡ソフトバンクホークス戦（Kスタ宮城）は、退任する福岡ソフトバンクホークスの監督の王貞治の最後の試合となった。負けた方がリーグ最下位となる試合は延長12回、1対0で東北楽天ゴールデンイーグルスがサヨナラ勝ち[161][162]。試合後には現役引退する東北楽天ゴールデンイーグルスの小倉恒のセレモニーが行われた[163]。
  - パシフィック・リーグ公式戦全日程が終了。東北楽天ゴールデンイーグルスの岩隈久志が最多勝、最優秀防御率、最高勝率の投手部門三冠王達成[164]。オリックス・バファローズのタフィ・ローズは史上初の3球団で打点王を獲得[165]。
- 8日
  - 福岡ソフトバンクホークスは新監督に秋山幸二の就任、および前監督の王貞治の球団取締役最高顧問への就任と、翌年1月1日付での取締役会長への昇任を発表[166]。また打撃コーチの新井宏昌、投手コーチの杉本正、バッテリーコーチの大石友好との来季の契約をしない事も発表[167]。
- 9日
  - 東北楽天ゴールデンイーグルスは一軍投手コーチの紀藤真琴と来季の契約をしない事を発表[168]。
  - 福岡ソフトバンクホークスは二軍の監督の石渡茂、投手コーチの藤田学、バッテリーコーチの岩木哲と来季の契約を結ばない事を発表[169]。
- 10日
  - 広島東洋カープは丸木唯、金城宰之左、大須賀允、甲斐雅人に戦力外通告[170]。
  - 福岡ソフトバンクホークスは的山哲也の現役引退と、来季の一軍バッテリーコーチ就任を発表[171]。
  - セ・リーグは優勝へのマジックナンバーを2としていた、首位の読売ジャイアンツがヤクルトに勝利し、2位の阪神が横浜に3対4で敗れたため、読売ジャイアンツの2年連続32度目のリーグ優勝が決定。13ゲーム差からの逆転はセ・リーグ最大[172]。
- 12日
  - 阪神タイガースの監督の岡田彰布が球団社長に対し辞意を伝えた。既に進出が決まっているクライマックスシリーズの指揮は岡田が執る[173]。
  - 福岡ソフトバンクホークスは山田秋親[174]、ジェイソン・スタンドリッジ、クリストファー・ニコースキー、リック・ガトームソン、ジェレミー・パウエル、マイケル・レストビッチ[175]の戦力外通告を発表。
  - 東京ヤクルトスワローズは打撃コーチの八重樫幸雄、守備、走塁コーチの馬場敏史と来季の契約を結ばない事を発表[176]。
  - パ・リーグのクライマックスシリーズ第1ステージの第2戦、オリックス・バファローズ対北海道日本ハムファイターズ戦（大阪ドーム）は北海道日本ハムファイターズが7対2で勝利し、第2ステージ進出[177]。
  - 東京ヤクルトスワローズ対横浜ベイスターズ戦は、東京ヤクルトスワローズの真中満、度会博文、河端龍、小野公誠らの引退試合となり、小野は8回2死から代打で本塁打を放ち、史上初の初打席と最終打席が本塁打[178]。
- 14日
  - 横浜ベイスターズは石井琢朗に戦力外通告[179]。同じく、戦力外通告を受けていた鈴木尚典の現役引退が決まった[180]。
- 16日
  - 東北楽天ゴールデンイーグルスの二軍の本拠地として、これまでの山形蔵王タカミヤホテルズスタジアムに、利府町中央公園野球場を追加する事を発表[181]。
- 20日
  - セ・リーグのクライマックスシリーズ第1ステージの第2戦、阪神タイガース対中日ドラゴンズ戦（大阪ドーム）は中日ドラゴンズが2対0で勝利し、第2ステージ進出。今季限りでの退任を発表していた阪神タイガースの岡田彰布の最終戦となった[182]。

- 21日
  - パ・リーグは今季限りで現役引退したオリックス・バファローズの清原和博に会長特別表彰として功労賞を贈ると発表[183]。
- 22日
  - 阪神タイガースの打撃コーチの広澤克実の退団が決定[184]。
  - パ・リーグのクライマックスシリーズ第2ステージの第5戦、埼玉西武ライオンズ対北海道日本ハムファイターズ戦（西武ドーム）は9対0で埼玉西武ライオンズが勝利し、4年ぶり21度目の日本シリーズ進出。CS第2ステージのMVPには埼玉西武ライオンズの涌井秀章が選出[185]。
- 23日
  - 北海道日本ハムファイターズは三木肇の現役引退、ファーム内野守備コーチ就任[186]、および駒居鉄平の現役引退とブルペン捕手就任を発表[187]、および打撃コーチの平野謙の退任を発表[188]。
- 25日
  - セ・リーグのクライマックスシリーズ第2ステージの第4戦、読売ジャイアンツ対中日ドラゴンズ戦（東京ドーム）は6対2で読売ジャイアンツが勝利し、読売ジャイアンツが6年ぶり31度目の日本シリーズ進出。
  - 東北楽天ゴールデンイーグルスの投手コーチに佐藤義則が就任[189]。
- 27日
  - 阪神タイガースの監督に真弓明信が就任[44]。
- 28日
  - 埼玉西武ライオンズは藤原虹気に戦力外通告[190]。
  - 中日ドラゴンズは野手総合コーチの高代延博、打撃コーチの宇野勝の解任を発表[191]。
- 31日
  - 福岡ソフトバンクホークスの大村直之とオリックス・バファローズの村松有人の交換トレードの合意を発表[192]。

### 11月
- 3日
  - 千葉ロッテマリーンズは代田建紀の現役引退と二軍外野守備走塁コーチへの就任を発表[193]。
- 4日
  - 福岡ソフトバンクホークスは星野順治、川頭秀人、大西正樹、山村路直、竹岡和宏、吉本亮、加藤領健に戦力外通告[194]。
- 6日
  - 中日ドラゴンズは高江洲拓哉、小山良男、森岡良介、普久原淳一に戦力外通告[195]。
- 7日
  - 東北楽天ゴールデンイーグルスは山下勝充に戦力外通告[196]
  - 千葉ロッテマリーンズはフリオ・ズレータと来季の契約を結ばない事を発表[197]。

- 9日

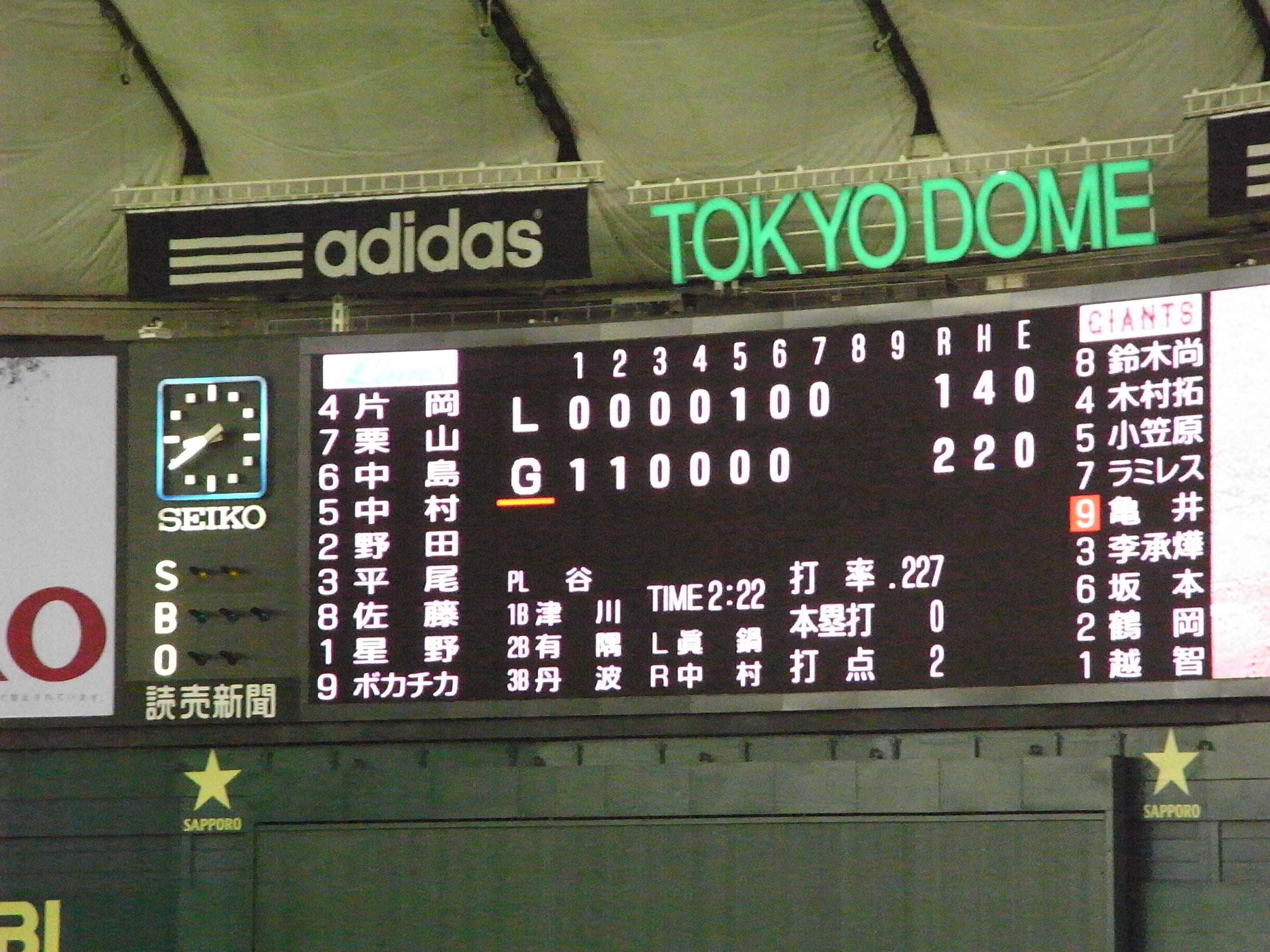
2008年日本シリーズ 西武vs巨人 スコアーボード（2008年11月9日撮影）

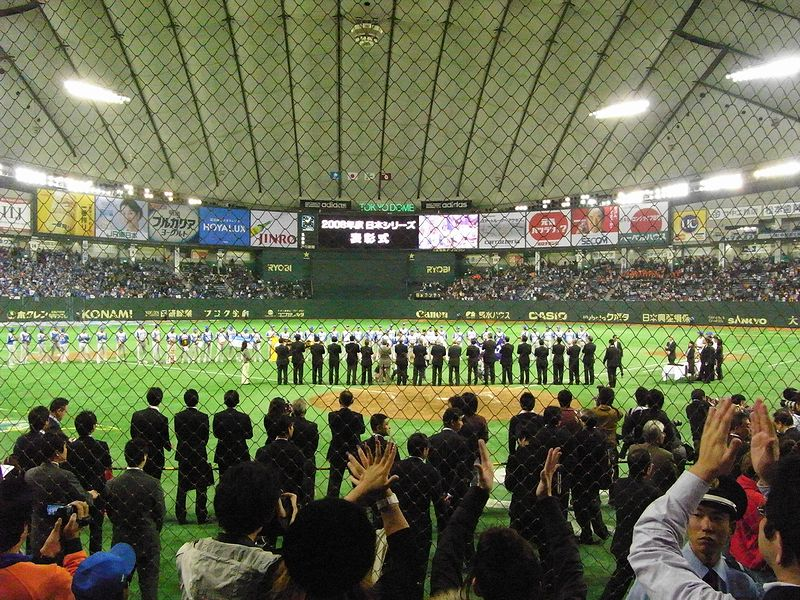
2008年日本シリーズ 西武vs巨人 表彰式（2008年11月9日撮影）

  - 日本シリーズ第7戦が東京ドームで行われ、埼玉西武ライオンズが読売ジャイアンツに3対2で勝利し、4勝3敗で4年ぶり13度目の日本一達成。
  - 埼玉西武ライオンズが田原晃司に戦力外通告[198]。
- 11日
  - 東北楽天ゴールデンイーグルスは読売ジャイアンツの小坂誠の金銭トレードでの獲得を発表[199]。
- 14日
  - 北海道日本ハムファイターズのマイケル中村、工藤隆人と、読売ジャイアンツの二岡智宏、林昌範の2対2の交換トレードが成立[200]。
- 16日
  - アジアシリーズの決勝戦が東京ドームにて行われ、日本の埼玉西武ライオンズが台湾の統一セブンイレブン・ライオンズに1対0でサヨナラ勝利で優勝達成。日本球団の優勝は第1回から4年連続4度目。
- 17日
  - 日本プロ野球実行委員会は、西武球団の親会社がプリンスホテルから西武鉄道に移る事を承認、預かり保証金は無し[2]。
- 23日
  - 福岡ソフトバンクホークスは新外国人選手のクリス・アギーラ、ブライアン・ファルケンボーグとの契約の合意を発表[201][202]。
- 25日
  - 北海道日本ハムファイターズは読売ジャイアンツから移籍の林昌範の背番号を19、二岡智宏の背番号を23とし、尾崎匡哉の背番号を23から53、津田大樹の背番号を48から70にそれぞれ変更する事を発表[203]。
- 27日
  - 北海道日本ハムファイターズは新外国人選手のライアン・ウィングとの契約の合意を発表[204]。
- 28日
  - 福岡ソフトバンクホークスは新外国人選手のキャメロン・ロー、ジャスティン・ジャマーノとの契約の合意を発表[205][206]。
- 29日
  - 東北楽天ゴールデンイーグルスは前中日ドラゴンズの中村紀洋と契約合意[207]。

### 12月
- 1日
  - 東北楽天ゴールデンイーグルスは今季の外国人選手のうち、ホセ・フェルナンデス、ドミンゴ・グスマンと来季の契約しないことを発表[208]。
- 2日
  - 東北楽天ゴールデンイーグルスは内村賢介の背番号を98から0に、中村真人の背番号を99から00にそれぞれ変更する事を発表[209]。
- 4日
  - 阪神タイガースからFAの野口寿浩が横浜ベイスターズへ移籍。
- 5日
  - 中日ドラゴンズの立浪和義が契約更改の終了後に来期限りで現役を引退することを表明。
  - 千葉ロッテマリーンズは和田孝志、山﨑健の二軍投手コーチ補佐就任を発表[210]。
- 6日
  - 埼玉西武ライオンズの打撃コーチの大久保博元が退任。
  - 東北楽天ゴールデンイーグルスにダレル・ラズナー、マット・チルダースが入団。背番号はラズナーが17、チルダースが50[211]。
- 9日
  - 読売ジャイアンツの門倉健が自由契約。
  - 埼玉西武ライオンズの三井浩二が球団に対しポスティングシステムによるメジャーリーグ挑戦を申し入れ、球団はそれを了承[212]。
- 10日
  - 埼玉西武ライオンズは山本淳の背番号を20から40に、谷中真二の背番号を69から57に、吉見太一の背番号を31から63へ、田中靖洋の背番号を57から66へそれぞれ変更した事を発表[213]。
- 15日
  - 福岡Yahoo!JAPANドームの収容人員が翌シーズンより、それまでの35773人から480人増の36253人になる事が発表[214]。
  - 中日ドラゴンズは新外国人選手のトニ・ブランコ、ネルソン・パヤノとの契約を発表[215]。
- 17日
  - 福岡ソフトバンクホークスは戦力外通告した大西正樹と育成選手契約した事を発表、背番号は127[216]。
- 21日
  - 千葉ロッテマリーンズは監督のボビー・バレンタインの来シーズン限りでの退団を発表。
- 23日
  - 埼玉西武ライオンズは涌井秀章の背番号を16から18へ、石井一久の背番号を61から16へ、銀仁朗の背番号を37から2へそれぞれ変更した事を発表[217]
- 26日
  - 福岡ソフトバンクホークスは新外国人選手の背番号をそれぞれ、キャメロン・ローを00、ジャスティン・ジャマーノを34、クリス・アギーラを4、ブライアン・ファルケンボーグを25とし、D.J.ホールトンの背番号を00から54に変更するを発表[218]。
- 31日
  - セ・パ両リーグの会長職が廃止[2]。

### 主な打者の記録
- 3月28日 - 読売ジャイアンツのアレックス・ラミレスが対東京ヤクルトスワローズ戦（明治神宮野球場）の2回に石川雅規から本塁打を記録し、全球団から本塁打達成、史上9人目[219]。
- 4月3日 - 東北楽天ゴールデンイーグルスの山﨑武司が通算300本塁打[220]。
- 4月6日 - 読売ジャイアンツの高橋由伸が対阪神タイガース戦で通算250本塁打、史上52人目[220]。
- 4月12日 - 阪神タイガースの新井貴浩が横浜ベイスターズ戦で通算1000安打、史上218人目[221]。
- 4月12日 - 阪神タイガースの金本知憲が横浜ベイスターズ戦で通算2000安打達成、史上37人目[222]。
- 4月13日 - 福岡ソフトバンクホークスの小久保裕紀が対埼玉西武ライオンズ戦（ヤフードーム）で通算1500試合出場、史上157人目[223]。
- 4月18日 - 読売ジャイアンツのアレックス・ラミレスが対広島東洋カープ戦（広島市民球場）で通算1000試合出場[224]。
- 4月23日 - 阪神タイガースの藤川球児が対中日ドラゴンズ戦で球団新記録の11試合連続セーブ[44]。
- 4月30日 - 福岡ソフトバンクホークスの小久保裕紀が対埼玉西武ライオンズ戦（ヤフードーム）で通算350本塁打、史上21人目[225]。
- 4月30日 - 広島東洋カープの赤松真人が前日のプロ入り第1号に続き、対読売ジャイアンツ戦で2試合続けての初回先頭打者本塁打。プロ入り第1、2号が共に先頭打者本塁打なのは日本プロ野球初[226]。
- 5月1日 - 福岡ソフトバンクホークスの的山哲也が対埼玉西武ライオンズ戦（西武ドーム）で通算1000試合出場、史上425人目[227]。
- 5月3日 - 横浜ベイスターズの石井琢朗が対広島東洋カープ戦で通算350二塁打、史上25人目[220]。
- 5月3日 - 読売ジャイアンツの阿部慎之助が対東京ヤクルトスワローズ戦で通算150本塁打、史上146人目[220]。
- 5月6日 - 福岡ソフトバンクホークスの小斉祐輔が対東北楽天ゴールデンイーグルス戦でプロ入り初本塁打、育成ドラフト出身選手としては初の本塁打[228]。
- 5月9日 - オリックス・バファローズのアレックス・カブレラが対埼玉西武ライオンズ戦（京セラドーム）の8回に岡本真也から本塁打を記録し、全球団から本塁打を達成。プロ野球史上10人目、近鉄を含む13球団から本塁打は3人目[219]。
- 5月13日 - 阪神タイガースの金本知憲が対広島東洋カープ戦（富山）で通算400本塁打、史上15人目で、40歳1カ月での達成は史上最年長[229]。
- 5月14日 - 阪神タイガースの新井貴浩が対広島東洋カープ戦（金沢）の7回に大竹寛から本塁打を記録し、全球団から本塁打を達成、史上11人目[219]。
- 5月17日 - 中日ドラゴンズの和田一浩は対広島東洋カープ戦で通算1000試合出場、史上425人目[220]。
- 5月18日 - 阪神タイガースの鳥谷敬が対東京ヤクルトスワローズ戦で通算500試合連続出場[230]。
- 5月18日 - 読売ジャイアンツのアレックス・ラミレスが対広島東洋カープ戦（東京ドーム）で通算224本塁打、外国人選手のセ・リーグ新記録[231]。
- 5月21日 - オリックス・バファローズのタフィ・ローズが対阪神タイガース戦で日本プロ野球通算1000得点、史上34人目[220]。
- 5月23日 - 阪神タイガースの矢野輝弘が対福岡ソフトバンクホークス戦で通算1000三振、史上41人目[220]。
- 5月26日 - オリックス・バファローズのタフィ・ローズが対横浜ベイスターズ戦で通算1500試合出場、アメリカ人選手で史上初[232]。
- 5月31日 - 阪神タイガースの新井貴浩が対北海道日本ハムファイターズ戦で通算200本塁打[233]。
- 6月3日 - 読売ジャイアンツの谷佳知が対オリックス・バファローズ戦（京セラドーム大阪）の9回に加藤大輔から本塁打を記録し、全球団から本塁打を達成。史上12人目、近鉄を含む13球団から本塁打は4人目[219]。
- 6月4日 - 横浜ベイスターズの仁志敏久が対埼玉西武ライオンズ戦で通算1500本安打、史上96人目[220]。
- 6月6日 - 読売ジャイアンツの加治前竜一が対千葉ロッテマリーンズ戦で、3対3で迎えた延長10回裏一死無走者の場面でプロ初打席に立ち、川崎雄介から初打席でサヨナラ本塁打、史上初[234]。
- 6月6日 - 中日ドラゴンズのタイロン・ウッズが対北海道日本ハムファイターズ戦（札幌ドーム）の1回に多田野数人から本塁打を記録し、全球団から本塁打を達成。史上13人目[219]。
- 6月6日 - オリックス・バファローズのタフィ・ローズが対広島東洋カープ戦で3安打を放ち、通算100度目の猛打賞。外国人選手では史上7人目[235]。
- 6月7日 - 中日ドラゴンズの中村紀洋が対北海道日本ハムファイターズ戦（ナゴヤドーム）で星野八千穂から通算350本塁打、史上22人目[236]。
- 6月8日 - オリックス・バファローズのタフィ・ローズが対阪神タイガース戦（甲子園）で通算1500三振、史上6人目[237]。
- 6月9日 - 横浜ベイスターズの村田修一が対北海道日本ハムファイターズ戦で通算150本塁打、史上147人目[220]。
- 6月15日 - 東京ヤクルトスワローズの宮本慎也が対北海道日本ハムファイターズ戦（札幌ドーム）で通算1500本安打、プロ野球史上97人目[57]。
- 6月21日 - 中日ドラゴンズの荒木雅博が対千葉ロッテマリーンズ戦で通算1000安打[238]。
- 6月23日 - オリックス・バファローズの北川博敏が対東京ヤクルトスワローズ戦（神宮）の9回に林昌勇から本塁打を記録し、全球団から本塁打を達成。プロ野球史上14人目[219]。
- 6月27日 - 東北楽天ゴールデンイーグルスのホセ・フェルナンデスが対福岡ソフトバンクホークス戦で通算150本塁打、史上148人目[220]。
- 6月28日 - 東京ヤクルトスワローズの宮本慎也が対阪神タイガース戦（秋田）で通算1500試合出場、史上159人目[57]。
- 6月29日 - 千葉ロッテマリーンズの里崎智也が対埼玉西武ライオンズ戦で5回2死満塁から本塁打を放ち、4年連続満塁本塁打。球団初で、捕手としては史上2人目[239]
- 6月29日 - 読売ジャイアンツのアレックス・ラミレスが対広島東洋カープ戦で9回2死満塁から、8年連続20本塁打の満塁本塁打を放ち、通算812打点で外国人選手通算最多打点の新記録[240]。
- 7月3日 - 読売ジャイアンツの谷佳知が対東京ヤクルトスワローズ戦で通算300二塁打、史上48人目[220]。
- 7月4日 - 阪神タイガースの金本知憲が対横浜ベイスターズ戦で通算350二塁打、史上26人目[220]。
- 7月10日 - オリックス・バファローズのアレックス・カブレラが対東北楽天ゴールデンイーグルス戦で日本プロ野球通算1000本安打、史上251人目[241]。
- 7月15日 - 日本ハムの稲葉篤紀が対東北楽天ゴールデンイーグルス戦の9回2死の場面で代打で出場し、中前安打で通算1500安打と通算1500試合出場をそれぞれ達成[242]。
- 7月17日 - 横浜ベイスターズの仁志敏久が対広島東洋カープ戦で通算150本塁打、史上149人目[220]。
- 7月18日 - 阪神タイガースの桧山進次郎が対中日ドラゴンズ戦で通算1000三振、史上42人目[220]。
- 7月24日 - 福岡ソフトバンクホークスの小久保裕紀が対オリックス・バファローズ戦（ヤフードーム）で通算3000塁打、プロ野球史上43人目[243]。
- 7月25日 - 横浜ベイスターズの仁志敏久が対広島東洋カープ戦で通算1500試合出場、史上161人目[220]。
- 7月29日 - 横浜ベイスターズの村田修一が対中日ドラゴンズ戦で球団史上初の3年連続30本塁打[244]。
- 7月29日 - 読売ジャイアンツの小笠原道大が対広島東洋カープ戦で通算300二塁打、史上40人目[220]。
- 8月16日 - 阪神タイガースの金本知憲が対横浜ベイスターズ戦で通算2000試合出場、史上39人目[220]。
- 8月16日 - 東北楽天ゴールデンイーグルスの山﨑武司が対千葉ロッテマリーンズ戦で通算350本塁打、史上23人目[220]。
- 8月18日 - 日本ハムの金子誠が対福岡ソフトバンクホークス戦で通算1500試合出場、史上162人目[220]。
- 8月20日 - 千葉ロッテマリーンズの堀幸一が対北海道日本ハムファイターズ戦で通算2000試合出場、史上40人目[220]。
- 8月20日 - オリックス・バファローズのアレックス・カブレラが対東北楽天ゴールデンイーグルス戦で通算300本塁打、史上33人目[220]。
- 8月26日 - 阪神タイガースの赤星憲広が対中日ドラゴンズ戦で通算1000試合出場、史上428人目[220]。
- 8月30日 - 中日ドラゴンズの中村紀洋が対広島東洋カープ戦で通算3000塁打、史上44人目[220]。
- 9月2日 - 阪神タイガースの金本知憲が対横浜ベイスターズ戦（横浜スタジアム）で1300試合連続フルイニング出場[44]。
- 9月2日 - 東北楽天ゴールデンイーグルスのフェルナンド・セギノールが対オリックス・バファローズ戦で通算150本塁打、史上150人目[220]。
- 9月3日 - 読売ジャイアンツの小笠原道大が対広島東洋カープ戦（京セラドーム大阪）でサイクル安打達成、史上62人目（66度目）[245]。
- 9月7日 - 福岡ソフトバンクホークスの小久保裕紀が対千葉ロッテマリーンズ戦で通算300二塁打、史上50人目[246]。
- 9月10日 - 阪神の関本健太郎が対東京ヤクルトスワローズ戦で1試合3死球、日本プロ野球タイ記録で、セ・リーグでは初[247]。
- 9月10日 - 荒木雅博が球団新記録の5年連続30盗塁[248]
- 9月13日 - 横浜ベイスターズの鈴木尚典が対中日ドラゴンズ戦で通算1500試合出場、史上163人目[249]。
- 9月15日 - 読売ジャイアンツのアレックス・ラミレスが対横浜ベイスターズ戦でセ・リーグ新記録、日本プロ野球タイ記録の7年連続150安打[250]。
- 9月16日 - 中日ドラゴンズの立浪和義が対阪神タイガース戦で通算2500試合出場、史上7人目[220]。
- 9月19日 - 読売ジャイアンツの小笠原道大が対阪神タイガース戦（東京ドーム）でジェフ・ウィリアムスから通算300本塁打、史上35人目[251]。
- 9月20日 - 広島東洋カープの東出輝裕が対中日ドラゴンズ戦で通算1000試合出場、史上429人目[220]。
- 9月21日 - 読売ジャイアンツのアレックス・ラミレスが対阪神タイガース戦（東京ドーム）で外国人選手通算最多安打セ・リーグ新記録の通算1338安打[252]。
- 9月22日 - 阪神タイガースの赤星憲広が対広島東洋カープ戦の第1打席を安打で、日本プロ野球新記録の2089打席連続無本塁打[253]。
- 9月24日 - 読売ジャイアンツの木村拓也が対広島東洋カープ戦（広島）で通算1000安打、史上252人目[254]。
- 9月27日 - 日本ハムの稲葉篤紀が対埼玉西武ライオンズ戦で通算200本塁打[255]。
- 10月5日 - 中日ドラゴンズの立浪和義が対読売ジャイアンツ戦で通算1000三振、史上43人目[220]。
- 10月12日 - 阪神タイガースの赤星憲広が対中日ドラゴンズ戦で通算350盗塁、史上16人目[220]。

### 主な投手の記録
- 3月23日 - 福岡ソフトバンクホークスの大場翔太が対東北楽天ゴールデンイーグルス戦（ヤフードーム）でプロ初登板でパ・リーグ史上10人目の初完封勝利[256]。
- 3月24日 - 千葉ロッテマリーンズの小野晋吾が対福岡ソフトバンクホークス戦で通算1000投球回、史上310人目[220]。
- 3月29日 - 埼玉西武ライオンズの石井一久が対福岡ソフトバンクホークス戦で日本プロ野球での通算100勝（メジャーリーグでは39勝[257]）[258][259]、史上125人目[260]。
- 4月6日 - 中日ドラゴンズ対東京ヤクルトスワローズ3回戦（ナゴヤドーム）で中日ドラゴンズの中村紀洋が放った本塁打がナゴヤドーム通算1000号本塁打となった[261]。
- 4月9日 - 読売ジャイアンツのマーク・クルーンが対横浜ベイスターズ戦（横浜スタジアム）でセーブを記録し、全球団からセーブを達成、プロ野球史上2人目[256]。
- 5月8日 - 横浜ベイスターズの佐藤祥万が対東京ヤクルトスワローズ戦で1試合4与死球のセ・リーグタイ記録[262]。
- 5月9日 - 広島東洋カープの高橋建が対東京ヤクルトスワローズ戦で通算1000奪三振、史上121人目[220]。
- 5月14日 - 中日ドラゴンズの山本昌が対東京ヤクルトスワローズ戦で3000投球回、プロ野球史上26人目[263]。
- 5月28日 - 福岡ソフトバンクホークスのリック・ガトームソンが対横浜ベイスターズ戦の4回1死で三浦大輔からパ・リーグ投手の交流戦史上4人目となる本塁打を放つ[264]。
- 5月29日 - 東京ヤクルトスワローズの石川雅規が対北海道日本ハムファイターズ戦で日本プロ野球通算1000投球回、史上311人目[220]。
- 6月4日 - 中日ドラゴンズの山本昌が千葉ロッテマリーンズ戦（千葉マリンスタジアム）で通算150敗、史上26人目[265]。
- 6月15日 - 広島東洋カープの永川勝浩が対埼玉西武ライオンズ戦で通算100セーブ、史上19人目[220]。
- 7月20日 - 読売ジャイアンツの上原浩治が対横浜ベイスターズ戦で日本プロ野球通算1500投球回、史上161人目[220]。
- 7月22日 - 千葉ロッテマリーンズの小林宏之が対北海道日本ハムファイターズ戦で日本プロ野球通算1000投球回、史上312人目[220]。
- 7月27日 - 千葉ロッテマリーンズの渡辺俊介が対福岡ソフトバンクホークス戦で通算1000投球回、史上313人目[220]。
- 8月4日 - 中日ドラゴンズの山本昌が対読売ジャイアンツ戦（ナゴヤドーム）で通算200勝、史上24人目[220]。
- 8月16日 - 東北楽天ゴールデンイーグルスの岩隈久志が通算1000投球回、史上314人目[220]。
- 8月28日 - 東京ヤクルトスワローズの藤井秀悟が対千葉ロッテマリーンズ戦で通算1000投球回、史上315人目[220]。
- 9月9日 - 中日ドラゴンズの岩瀬仁紀が対読売ジャイアンツ回戦（ナゴヤドーム）で、史上初の4年連続30セーブ[266]。
- 9月11日 - 広島東洋カープの永川勝浩が32セーブで、前年、自身が更新した球団記録を更新[267]。
- 9月13日 - 読売ジャイアンツのマーク・クルーンが対東京ヤクルトスワローズ戦で球団新記録の32セーブ[268]。
- 9月13日 - 北海道日本ハムファイターズのMICHEALが日本プロ野球通算100セーブ、史上20人目で球団初[269]。
- 9月22日 - 東北楽天ゴールデンイーグルスの岩隈久志が対埼玉西武ライオンズ戦（西武ドーム）で先発して勝利投手となり、日本プロ野球では5年ぶりのシーズン20勝[270]。
- 9月25日 - 阪神タイガースの藤川球児が対横浜ベイスターズ戦で日本プロ野球通算100セーブ[271]。
- 9月27日 - 読売ジャイアンツのマーク・クルーンが対阪神タイガース戦で外国人選手最多の通算121セーブ[272]。
- 9月27日 - 福岡ソフトバンクホークスの和田毅が対千葉ロッテマリーンズ戦（千葉マリン）で通算1000投球回数、プロ野球史上316人目[273]。
- 10月2日 - 中日ドラゴンズの岩瀬仁紀が対横浜ベイスターズ戦で日本プロ野球史上初の10年連続50試合登板[274]。
- 10月5日 - 東北楽天ゴールデンイーグルスの岩隈久志が対福岡ソフトバンクホークス戦で勝利投手となり、日本プロ野球では1985年の佐藤義則以来、23年ぶりのシーズン21勝[275]。
- 10月6日 - 福岡ソフトバンクホークスの馬原孝浩が対東北楽天ゴールデンイーグルス戦（Kスタ宮城）で通算100セーブ達成、プロ野球史上22人目[276]。

### その他の記録
- 4月23日 - パ・リーグの審判員の永見武司が千葉ロッテマリーンズ対埼玉西武ライオンズ戦（千葉マリンスタジアム）で通算2500試合出場、パ・リーグ史上17人目[277]。
- 4月25日 - 埼玉西武ライオンズのG.G.佐藤が対オリックス・バファローズ戦で球団通算7500本塁打、パ・リーグ初[278]。
- 5月6日 - 阪神タイガースが対読売ジャイアンツ戦（東京ドーム）に勝利し、球団通算4500勝[44]。
- 6月3日 - オリックス・バファローズが、対読売ジャイアンツ戦（京セラドーム大阪）で8対3で勝利し、史上3球団目の通算4500勝[279]。
- 6月4日 - 千葉ロッテマリーンズ対中日ドラゴンズ戦（千葉マリンスタジアム）は千葉ロッテマリーンズが5対4で勝利し、千葉ロッテマリーンズの監督のボビー・バレンタインは日米通算1500勝（メジャーリーグ1117勝、日本プロ野球383勝）[280]。
- 6月18日 - 東北楽天ゴールデンイーグルスの監督の野村克也が対阪神タイガース戦（甲子園）に敗れ、三原脩を抜いて監督として日本プロ野球最多の通算1454敗[281]。
- 7月9日 - 東京ヤクルトスワローズは対横浜ベイスターズ戦に7対9で敗れ通算4000敗、史上7球団目[282]。
- 7月15日 - 中日ドラゴンズが対読売ジャイアンツ戦に勝利し、日本プロ野球通算4500勝[283]。
- 7月15日 - 東北楽天ゴールデンイーグルスの監督の野村克也が監督として通算3000試合出場[284]。
- 7月17日 - 東京ヤクルトスワローズが対阪神タイガース戦（甲子園）で、日本プロ野球史上24年ぶり12度目の三重盗と、セ・リーグ新記録とプロ野球タイ記録の1イニング6盗塁[57]。
- 7月26日 - 福岡ソフトバンクホークスの王貞治が対千葉ロッテマリーンズ戦（ヤフードーム）で監督通算1300勝、史上8人目[285]。
- 8月3日 - 東京ヤクルトスワローズが対広島東洋カープ戦（広島）に勝利し、球団通算3500勝[57]。
- 8月7日 - 東京ヤクルトスワローズの飯原誉士が対中日ドラゴンズ戦（松山）で3試合連続猛打賞、球団タイ記録[57]。
- 8月11日 - 埼玉西武ライオンズは対北海道日本ハムファイターズ戦（西武ドーム）に3対0で勝利し[286]、球団通算4000勝（3504敗317分）、史上6球団目[287]。

## 競技結果

### ペナントレース
| 順位 | 球団                   | 勝 | 敗 | 分 | 勝率 | 差   |
| 1位  | 読売ジャイアンツ       | 84 | 57 | 3  | .596 | 優勝 |
| 2位  | 阪神タイガース         | 82 | 59 | 3  | .582 | 2.0  |
| 3位  | 中日ドラゴンズ         | 71 | 68 | 5  | .511 | 12.0 |
| 4位  | 広島東洋カープ         | 69 | 70 | 5  | .496 | 14.0 |
| 5位  | 東京ヤクルトスワローズ | 66 | 74 | 4  | .471 | 17.5 |
| 6位  | 横浜ベイスターズ       | 48 | 94 | 2  | .338 | 36.5 |

| 順位 | 球団                         | 勝 | 敗 | 分 | 勝率 | 差   |
| 1位  | 埼玉西武ライオンズ           | 76 | 64 | 4  | .543 | 優勝 |
| 2位  | オリックス・バファローズ     | 75 | 68 | 1  | .524 | 2.5  |
| 3位  | 北海道日本ハムファイターズ   | 73 | 69 | 2  | .514 | 4.0  |
| 4位  | 千葉ロッテマリーンズ         | 73 | 70 | 1  | .510 | 4.5  |
| 5位  | 東北楽天ゴールデンイーグルス | 65 | 76 | 3  | .461 | 11.5 |
| 6位  | 福岡ソフトバンクホークス     | 64 | 77 | 3  | .454 | 12.5 |

#### 日本生命 セ・パ交流戦2008
| 順位 | 球団                         | 勝 | 敗 | 分 | 勝率 | 差   |
| 1位  | 福岡ソフトバンクホークス     | 15 | 9  | 0  | .625 | 優勝 |
| 2位  | 阪神タイガース               | 15 | 9  | 0  | .625 | 0.0  |
| 3位  | 北海道日本ハムファイターズ   | 14 | 10 | 0  | .583 | 1.0  |
| 4位  | 読売ジャイアンツ             | 14 | 10 | 0  | .583 | 1.0  |
| 5位  | 東北楽天ゴールデンイーグルス | 13 | 11 | 0  | .542 | 2.0  |
| 6位  | 広島東洋カープ               | 13 | 11 | 0  | .542 | 2.0  |
| 7位  | 中日ドラゴンズ               | 12 | 12 | 0  | .500 | 3.0  |
| 8位  | オリックス・バファローズ     | 11 | 13 | 0  | .458 | 4.0  |
| 9位  | 東京ヤクルトスワローズ       | 11 | 13 | 0  | .458 | 4.0  |
| 10位 | 千葉ロッテマリーンズ         | 10 | 14 | 0  | .417 | 5.0  |
| 11位 | 埼玉西武ライオンズ           | 10 | 14 | 0  | .417 | 5.0  |
| 12位 | 横浜ベイスターズ             | 6  | 18 | 0  | .250 | 9.0  |

- 同率の場合は前年の順位で上位のチームが上位にランクされる
- 同率の場合は前年の順位で上位のチームが上位にランクされる
- 開催期間：5月20日 - 6月22日

#### 個人タイトル
|                  | セントラル・リーグ   | セントラル・リーグ | セントラル・リーグ | パシフィック・リーグ | パシフィック・リーグ | パシフィック・リーグ |
| タイトル         | 選手                 | 球団               | 成績               | 選手                 | 球団                 | 成績                 |
| ---------------- | -------------------- | ------------------ | ------------------ | -------------------- | -------------------- | -------------------- |
| 最優秀選手       | アレックス・ラミレス | 巨人               |                    | 岩隈久志             | 楽天                 |                      |
| 最優秀新人       | 山口鉄也             | 巨人               |                    | 小松聖               | オリックス           |                      |
| 首位打者         | 内川聖一             | 横浜               | .378               | リック               | 楽天                 | .332                 |
| 本塁打王         | 村田修一             | 横浜               | 46本               | 中村剛也             | 西武                 | 46本                 |
| 打点王           | アレックス・ラミレス | 巨人               | 125点              | タフィ・ローズ       | オリックス           | 118点                |
| 最多安打         | 内川聖一             | 横浜               | 189本              | 栗山巧               | 西武                 | 167本                |
| 最多安打         | 内川聖一             | 横浜               | 189本              | 片岡易之             | 西武                 | 167本                |
| 盗塁王           | 福地寿樹             | ヤクルト           | 42個               | 片岡易之             | 西武                 | 50個                 |
| 最高出塁率       | 内川聖一             | 横浜               | .416               | 中島裕之             | 西武                 | .410                 |
| 最優秀防御率     | 石川雅規             | ヤクルト           | 2.68               | 岩隈久志             | 楽天                 | 1.87                 |
| 最多勝利         | セス・グライシンガー | 巨人               | 17勝               | 岩隈久志             | 楽天                 | 21勝                 |
| 最多奪三振       | コルビー・ルイス     | 広島               | 183個              | 杉内俊哉             | ソフトバンク         | 213個                |
| 最高勝率         | 館山昌平             | ヤクルト           | .800               | 岩隈久志             | 楽天                 | .840                 |
| 最多セーブ投手   | マーク・クルーン     | 巨人               | 41S                | 加藤大輔             | オリックス           | 33S                  |
| 最優秀中継ぎ投手 | 久保田智之           | 阪神               | 37HP               | 川崎雄介             | ロッテ               | 31HP                 |

### クライマックスシリーズ

#### 第1ステージ
| 日付                 | 試合  | ビジター球団（先攻） | スコア | ホーム球団（後攻） | 開催球場         |
| 10月18日（土）       | 第1戦 | 中日ドラゴンズ       | 2 - 0  | 阪神タイガース     | 京セラドーム大阪 |
| 10月19日（日）       | 第2戦 | 中日ドラゴンズ       | 3 - 7  | 阪神タイガース     | 京セラドーム大阪 |
| 10月20日（月）       | 第3戦 | 中日ドラゴンズ       | 2 - 0  | 阪神タイガース     | 京セラドーム大阪 |
| 勝者：中日ドラゴンズ |       |                      |        |                    |                  |

| 日付                             | 試合  | ビジター球団（先攻）       | スコア | ホーム球団（後攻）       | 開催球場         |
| 10月11日（土）                   | 第1戦 | 北海道日本ハムファイターズ | 4－1   | オリックス・バファローズ | 京セラドーム大阪 |
| 10月12日（日）                   | 第2戦 | 北海道日本ハムファイターズ | 7－2   | オリックス・バファローズ | 京セラドーム大阪 |
| 勝者：北海道日本ハムファイターズ |       |                            |        |                          |                  |

#### 第2ステージ
| 日付                   | 試合           | ビジター球団（先攻） | スコア | ホーム球団（後攻） | 開催球場   |
| アドバンテージ         | アドバンテージ | 中日ドラゴンズ       |        | 読売ジャイアンツ   |            |
| 10月22日（水）         | 第1戦          | 中日ドラゴンズ       | 4－3   | 読売ジャイアンツ   | 東京ドーム |
| 10月23日（木）         | 第2戦          | 中日ドラゴンズ       | 2－11  | 読売ジャイアンツ   | 東京ドーム |
| 10月24日（金）         | 第3戦          | 中日ドラゴンズ       | 5－5   | 読売ジャイアンツ   | 東京ドーム |
| 10月25日（土）         | 第4戦          | 中日ドラゴンズ       | 2－6   | 読売ジャイアンツ   | 東京ドーム |
| 勝者：読売ジャイアンツ |                |                      |        |                    |            |

| 日付                     | 試合   | ビジター球団（先攻）       | スコア | ホーム球団（後攻） | 開催球場   |
| 10月17日（金）           | 第1戦  | 北海道日本ハムファイターズ | 3 - 10 | 埼玉西武ライオンズ | 県営大宮   |
| 10月18日（土）           | 第2戦  | 北海道日本ハムファイターズ | 5 - 0  | 埼玉西武ライオンズ | 西武ドーム |
| 10月19日（日）           | 第3戦  | 北海道日本ハムファイターズ | 7 - 4  | 埼玉西武ライオンズ | 西武ドーム |
| 10月20日（月）           | 予備日 | 予備日                     | 予備日 | 予備日             | 西武ドーム |
| 10月21日（火）           | 第4戦  | 北海道日本ハムファイターズ | 4 - 9  | 埼玉西武ライオンズ | 西武ドーム |
| 10月22日（水）           | 第5戦  | 北海道日本ハムファイターズ | 0 - 9  | 埼玉西武ライオンズ | 西武ドーム |
| 勝者：埼玉西武ライオンズ |        |                            |        |                    |            |

### 日本シリーズ
| 日付                                      | 試合   | ビジター球団（先攻） | スコア | ホーム球団（後攻） | 開催球場   |
| ----------------------------------------- | ------ | -------------------- | ------ | ------------------ | ---------- |
| 11月1日（土）                             | 第1戦  | 埼玉西武ライオンズ   | 2 - 1  | 読売ジャイアンツ   | 東京ドーム |
| 11月2日（日）                             | 第2戦  | 埼玉西武ライオンズ   | 2 - 3  | 読売ジャイアンツ   | 東京ドーム |
| 11月3日（月）                             | 移動日 | 移動日               | 移動日 | 移動日             | 移動日     |
| 11月4日（火）                             | 第3戦  | 読売ジャイアンツ     | 6 - 4  | 埼玉西武ライオンズ | 西武ドーム |
| 11月5日（水）                             | 第4戦  | 読売ジャイアンツ     | 0 - 5  | 埼玉西武ライオンズ | 西武ドーム |
| 11月6日（木）                             | 第5戦  | 読売ジャイアンツ     | 7 - 3  | 埼玉西武ライオンズ | 西武ドーム |
| 11月7日（金）                             | 移動日 | 移動日               | 移動日 | 移動日             | 移動日     |
| 11月8日（土）                             | 第6戦  | 埼玉西武ライオンズ   | 4 - 1  | 読売ジャイアンツ   | 東京ドーム |
| 11月9日（日）                             | 第7戦  | 埼玉西武ライオンズ   | 3 - 2  | 読売ジャイアンツ   | 東京ドーム |
| 優勝：埼玉西武ライオンズ（4年ぶり13回目） |        |                      |        |                    |            |

### 表彰選手

#### ベストナイン
|          | セントラル・リーグ   | セントラル・リーグ | パシフィック・リーグ | パシフィック・リーグ |
| -------- | -------------------- | ------------------ | -------------------- | -------------------- |
| 投手     | セス・グライシンガー | 巨人               | 岩隈久志             | 楽天                 |
| 捕手     | 阿部慎之助           | 巨人               | 細川亨               | 西武                 |
| 一塁手   | 内川聖一             | 横浜               | アレックス・カブレラ | オリックス           |
| 二塁手   | 東出輝裕             | 広島               | 片岡易之             | 西武                 |
| 三塁手   | 村田修一             | 横浜               | 中村剛也             | 西武                 |
| 遊撃手   | 鳥谷敬               | 阪神               | 中島裕之             | 西武                 |
| 外野手   | アレックス・ラミレス | 巨人               | 稲葉篤紀             | 日本ハム             |
| 外野手   | 青木宣親             | ヤクルト           | 栗山巧               | 西武                 |
| 外野手   | 金本知憲             | 阪神               | リック               | 楽天                 |
| 指名打者 |                      |                    | タフィ・ローズ       | オリックス           |

#### ゴールデングラブ賞
|        | セントラル・リーグ | セントラル・リーグ | パシフィック・リーグ | パシフィック・リーグ |
| ------ | ------------------ | ------------------ | -------------------- | -------------------- |
| 投手   | 石川雅規           | ヤクルト           | ダルビッシュ有       | 日本ハム             |
| 捕手   | 阿部慎之助         | 巨人               | 細川亨               | 西武                 |
| 一塁手 | 新井貴浩           | 阪神               | アレックス・カブレラ | オリックス           |
| 一塁手 | 栗原健太           | 広島               | アレックス・カブレラ | オリックス           |
| 二塁手 | 荒木雅博           | 中日               | 田中賢介             | 日本ハム             |
| 三塁手 | 中村紀洋           | 中日               | 今江敏晃             | ロッテ               |
| 遊撃手 | 井端弘和           | 中日               | 中島裕之             | 西武                 |
| 外野手 | 青木宣親           | ヤクルト           | 稲葉篤紀             | 日本ハム             |
| 外野手 | 赤星憲広           | 阪神               | 森本稀哲             | 日本ハム             |
| 外野手 | 鈴木尚広           | 巨人               | 坂口智隆             | オリックス           |

### 二軍
フレッシュオールスター(山形蔵王タカミヤホテルズスタジアム、8月2日)
- 全イ 8対3 全ウ
MVP：原拓也（埼玉西武ライオンズ）

ファーム日本選手権（長崎県営野球場）
- 福岡ソフトバンクホークス 5対1 東京ヤクルトスワローズ
ソフトバンクは初の優勝
MVP：岩嵜翔（福岡ソフトバンクホークス）